# Total return
Total return is een term uit de beleggingswereld en behelst een methode voor het berekenen van het rendement op een belegging, een beleggingsportefeuille of een aandelen- of obligatieindex. Bij de berekening wordt rekening gehouden met de koersontwikkeling en alle tussentijdse uitkeringen zoals dividend en rente.

## Functie Total return
Total return wordt veelal gebruikt bij een vergelijking van het rendement van een beleggingsportefeuille met een relevante index, de benchmark. Bij een rendement lager dan de benchmark heeft de vermogensbeheerder het minder goed gedaan en als de uitkomst hoger is heeft de vermogensbeheerder waarde toegevoegd ten opzichte van de benchmark.
Voor een correcte vergelijking moeten het rendement op de portefeuille en de benchmark op dezelfde wijze worden berekend. Bij een aandelenindex als benchmark dan moet rekening worden gehouden met de uitgekeerde dividenden en de belastingen hierop, bij een obligatie-index met de rente die op de obligaties is betaald. Veel indices zijn prijsindices en worden berekend uitsluitend aan de hand van de koersen, als er dividend wordt uitgekeerd dan daalt de koers en lijkt het alsof er verlies wordt geleden. Door het dividend er weer bij op te tellen wordt dit gecorrigeerd.
Veel aanbieders van indices publiceren daarom ook Gross en Net return cijfers. 

## Gross en Net return
Bij de berekening van de Total return wordt met de uitkeringen op verschillende wijze rekening gehouden. Bij een prijsgewogen index (Engels: Price return) wordt het dividend genegeerd, er wordt alleen naar de koers gekeken. Wordt wel rekening gehouden met het dividend dan zijn de termen Gross return (GR) en Net return (NR) relevant. Bij Gross return wordt geen rekening gehouden met dividendbelasting en bij Net Return wel.
Een cijfervoorbeeld ter verduidelijking. Op 1 januari start een kapitaal van 100 en op 30 december is een rendement behaald van 10 waarmee de waarde 110 is geworden. Op 31 december wordt een dividend uitgekeerd van 6. De dividendbelasting bedraagt in dit voorbeeld 2. De koers verandert die laatste dag van het jaar verder niet. Bij de PR wordt geen correctie voor het dividend toegepast, bij GR wordt het hele dividend bij de waarde geteld en bij NR alleen het dividend dat na de dividendbelasting overblijft.
|    | Beginwaarde | Resultaat | Eindwaarde vóór dividend | Bruto dividend | Belasting op dividend | Netto dividend | Eindwaarde na dividend | Rendement |
| -- | ----------- | --------- | ------------------------ | -------------- | --------------------- | -------------- | ---------------------- | --------- |
| PR | 100         | +10       | 110                      | −6             | 0                     | 0              | 104                    | 4%        |
| GR | 100         | +10       | 110                      | −6             | 0                     | +6             | 110                    | 10%       |
| NR | 100         | +10       | 110                      | −6             | 2                     | +4             | 108                    | 8%        |

Over een periode van 10 jaar, van 1 januari 2001 tot en met 31 december 2010, werden de volgende rendementen berekend voor de MSCI World aandelenindex. Het rendement op basis van de koersen alleen kwam uit op gemiddeld 0,47% per jaar, het Gross return was 2,82% en de Net return werd berekend op 2,31%. De belastingcomponent leidde dus tot een rendementsverschil van 0,51% op jaarbasis. De uitkomsten van deze berekeningen worden sterk bepaald door de hoogte van het dividend en de spreiding over de landen die elk een eigen dividendbelasting tarief hanteren. In de Verenigde Staten is de belastingdruk op dividend 30%, in Zuid-Korea 22% en in India wordt helemaal geen belasting ingehouden (0%).

## Kosten
Bij een berekening van de Total return van een benchmark wordt geen rekening gehouden met de kosten van het vermogensbeheer. Een index heeft bijna geen kosten, er wordt niet daadwerkelijk gehandeld, er is geen in- en uitstroom van geld in de portefeuille, de index is altijd volbelegd en er zijn geen kosten van onderzoek welke beleggingen wel of niet interessant zijn voor de beleggingsportefeuille. Een vermogensbeheerder moet dan ook duidelijk maken of de gepresenteerde rendementen voor of na aftrek van de diverse kosten die met het vermogensbeheer gemoeid zijn.
De meeste zuivere vergelijking van het rendement voor kosten wordt bereikt door deze te vergelijken met de Net return. Een goede vermogensbeheerder zal de kosten van het vermogensbeheer meer dan goed maken door extra rendement te behalen. Bij deze rendementsvergelijking is nog geen rekening gehouden met een eventueel verschil in beleggingsrisico van de benchmark en de beleggingsportefeuille. 